# Clinopodium dalmaticum
La micromeria della Dalmazia (Clinopodium dalmaticum (Benth.) Bräuchler & Heubl)  è un piccolo cespuglio aromatico della famiglia delle Lamiaceae o Labiatae.
Cresce nella penisola balcanica, in ambienti rocciosi e con una buona esposizione al sole.